# Zarr
Zarr är en ort i Armenien. Den ligger i provinsen Kotajk, i den centrala delen av landet, 20 kilometer öster om huvudstaden Jerevan. Zarr ligger 1 619 meter över havet och antalet invånare är 1 340.
Terrängen runt Zarr är huvudsakligen kuperad, men västerut är den platt. Närmaste större samhälle är Abovjan, 8,9 kilometer väster om Zarr. 
Trakten runt Zarr består i huvudsak av gräsmarker. Runt Zarr är det ganska tätbefolkat, med 149 invånare per kvadratkilometer.